# Вінн (латиниця)

Велика (ліворуч) і мала (праворуч) wynn

Ƿ, ƿ — вінн (англ. wynn), літера давньоанглійської абетки, вживалась для позначення звуку /w/.
У найраніших текстах давньоанглійською мовою звук /w/ позначали через диграф uu, але переписувачі невдовзі запозичили для цього звуку руну вуньйо ᚹ.
Ця літера застосовувалась протягом усієї англосаксонської доби, вийшовши з ужитку близько 1300 року (середньоанглійська доба) ймовірно під впливом французької орфографії. Літеру ƿ заступив знову диграф uu, з якого пізніше постала сучасна w.